# Musée Rodin
Musée Rodin (pol. Muzeum Rodina) – muzeum sztuk pięknych położone w Paryżu w 7. dzielnicy przy rue de Varenne 79 oraz w Meudon przy avenue Auguste Rodin 19. Posiada zbiór rzeźb Auguste’a Rodina oraz obrazy z jego kolekcji, podarowane muzeum. Muzeum odwiedza rocznie ok. 500 tys. gości, co sprawia, iż jest ono jednym z najpopularniejszych muzeów Francji (po Luwrze, Wersalu i Musée d’Orsay).

## Historia
Auguste Rodin mieszkał w willi Villa des Brillants (w Meudon pod Paryżem), natomiast na parterze paryskiego Hôtel Biron miał (od 1908) swoją pracownię. Później przekazał całą swoją kolekcję rzeźb (wraz z obrazami Vincenta van Gogha i Pierre-Auguste’a Renoira, które wcześniej zakupił) na rzecz państwa francuskiego pod warunkiem, że budynek pracowni zostanie zamieniony w muzeum poświęcone jego rzeźbom.
Muzeum zostało oficjalnie otwarte 4 sierpnia 1919.

## Kolekcja
W zbiorach muzeum (Hôtel Biron i Villa des Brillants w Meudon) znajduje się ok. 6600 rzeźb wykonanych w terakocie, gipsie, brązie, marmurze, kamieniu, wosku i in. Kiedy muzeum zostało otwarte, zdecydowano, iż w Paryżu będą eksponowane rzeźby z marmuru i brązu, a w Meudon rzeźby z gipsu, jako świadectwo początków działalności Rodina. Ten stan rzeczy przetrwał do dziś. Zbiory uzupełnia kolekcja ok. 8000 rysunków i ok. 8000 fotografii (w tym historyczne fotografie Steichena, Bulloza, Drueta i in.).
W zbiorach Musée Rodin znajduje się większość znaczących dzieł Rodina, w tym: Myśliciel, Pocałunek i Brama piekieł. Wiele rzeźb artysty eksponowanych jest w przylegającym do muzeum ogrodzie.
W jednej z sal muzeum wystawione są też prace rzeźbiarki Camille Claudel, uczennicy Rodina. Kolekcje dzieł uzupełniają obrazy Moneta, Renoira i van Gogha będące niegdyś prywatną kolekcją Rodina.

Musée Rodin, Paris.

### Dzieła Rodina (wybór)

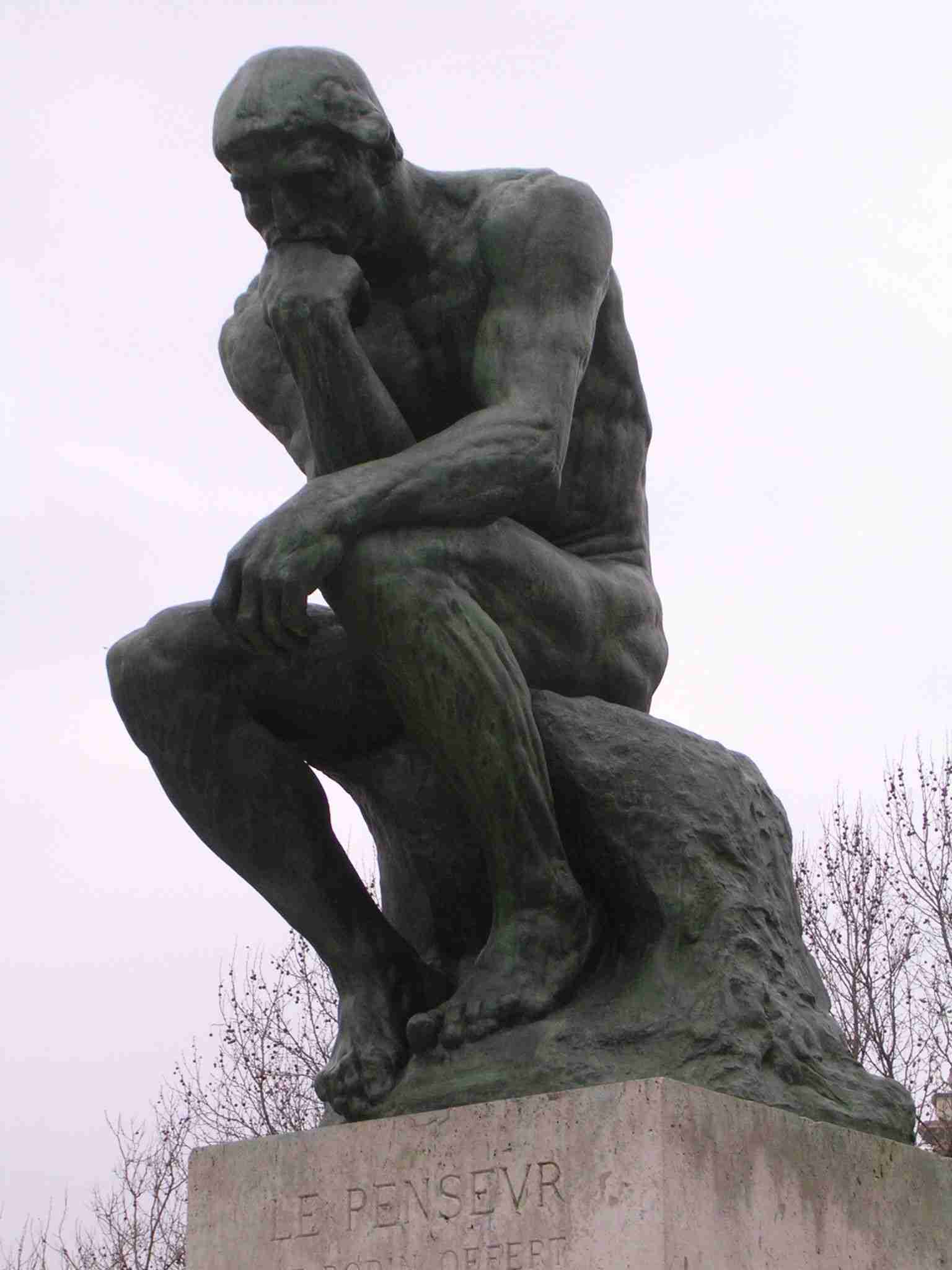
Myśliciel
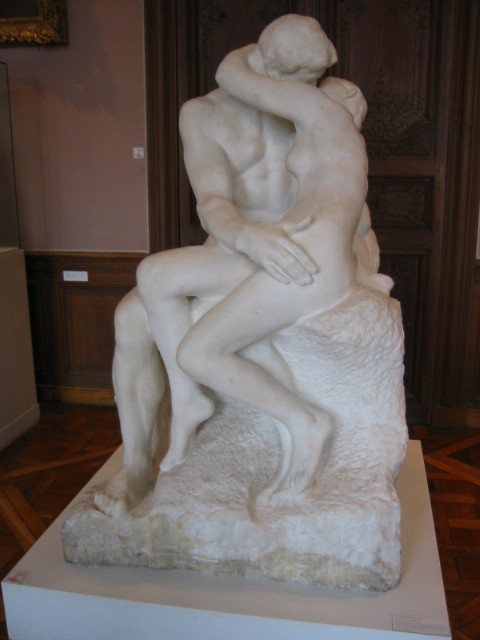
Pocałunek
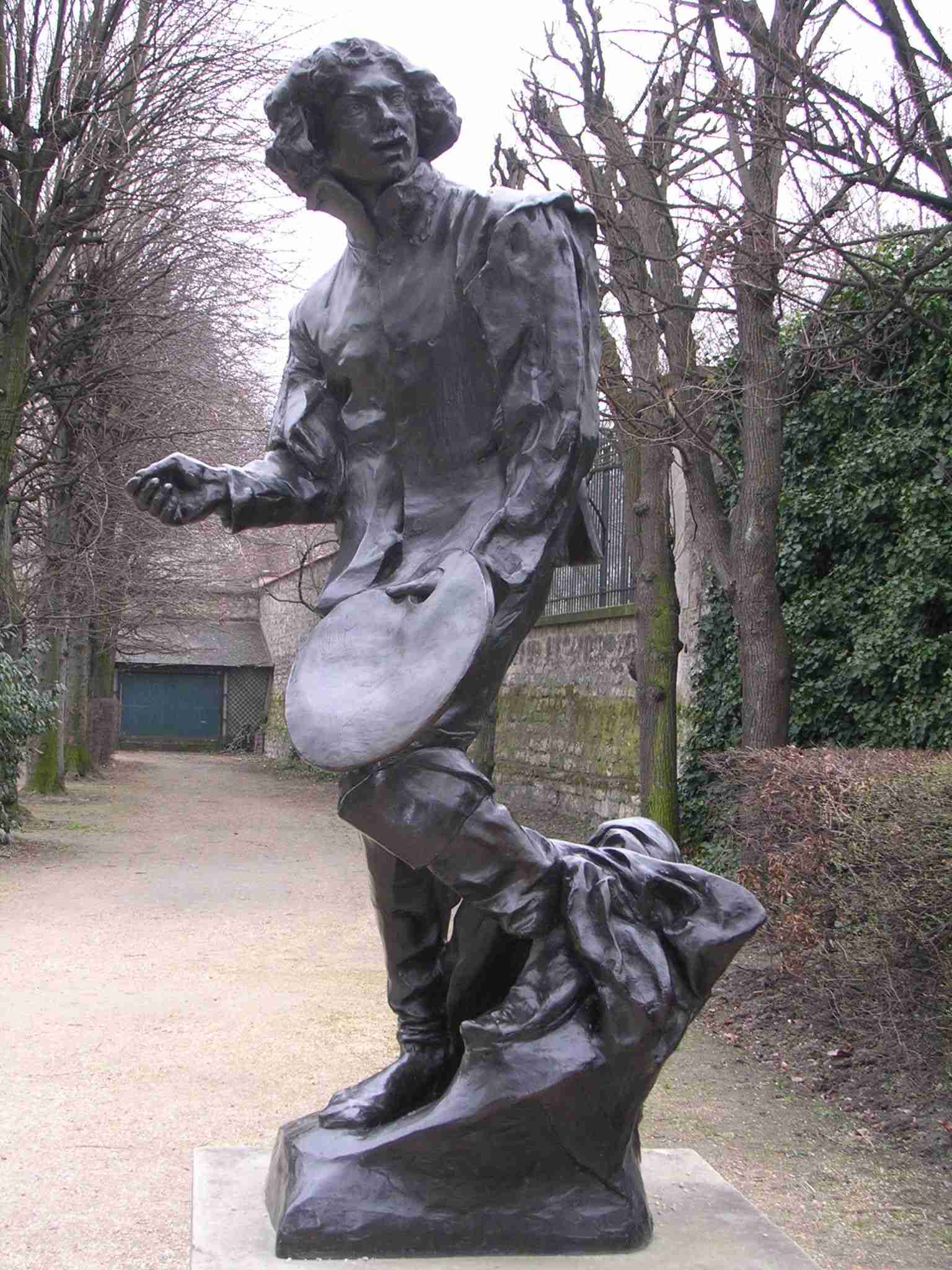
Malarz Claude Lorrain
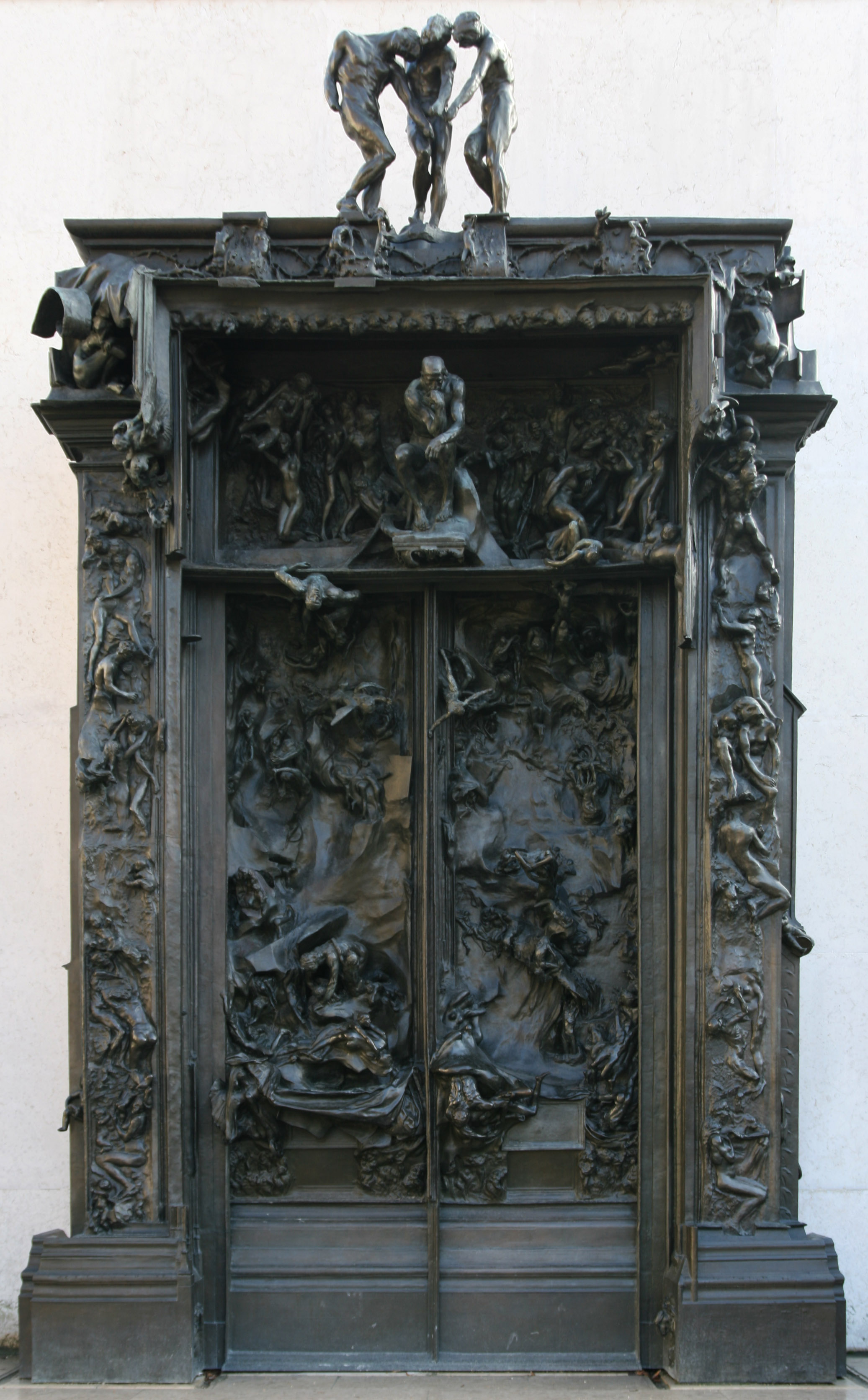
Brama piekieł

### Obrazy (wybór)

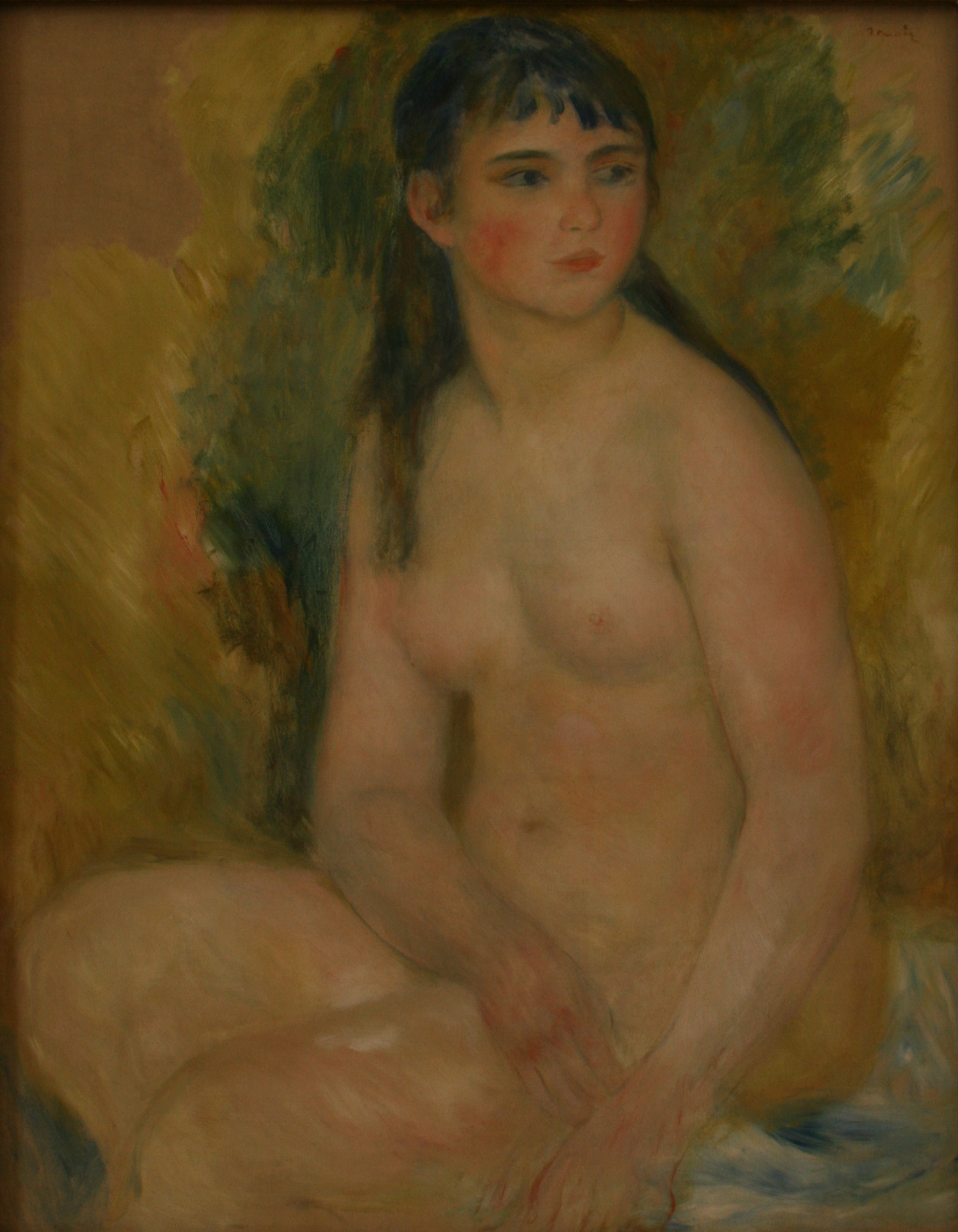
Auguste Renoir, Naga kobieta (1880)
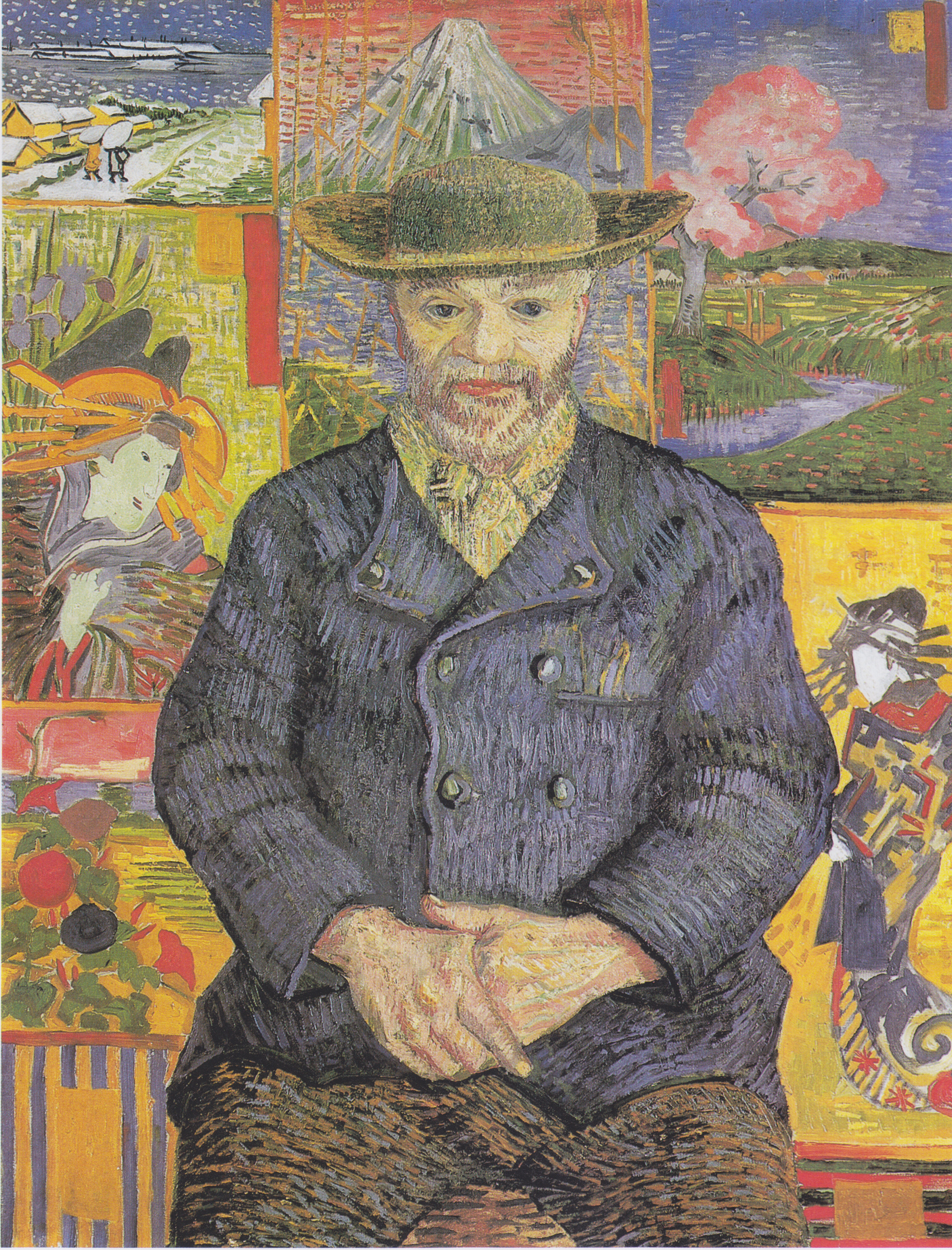
Vincent van Gogh, Portret „Ojca” Tanguy II (1887)
Vincent van Gogh, Aleja jaworowa w pobliżu stacji kolejowej w Arles (1888)
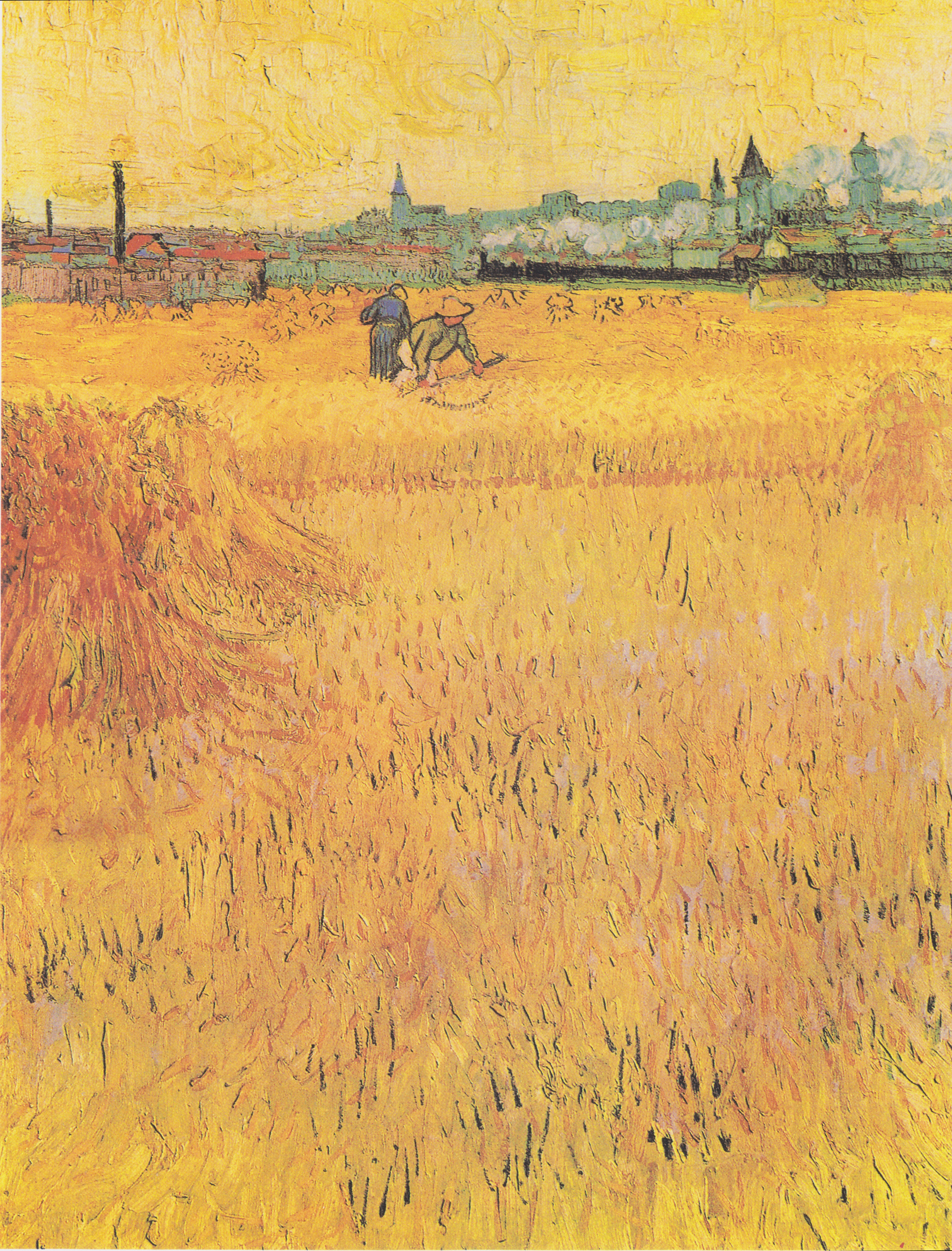
Vincent van Gogh, Arles: widok z pól pszenicznych (1888)